# Odoardo Borrani

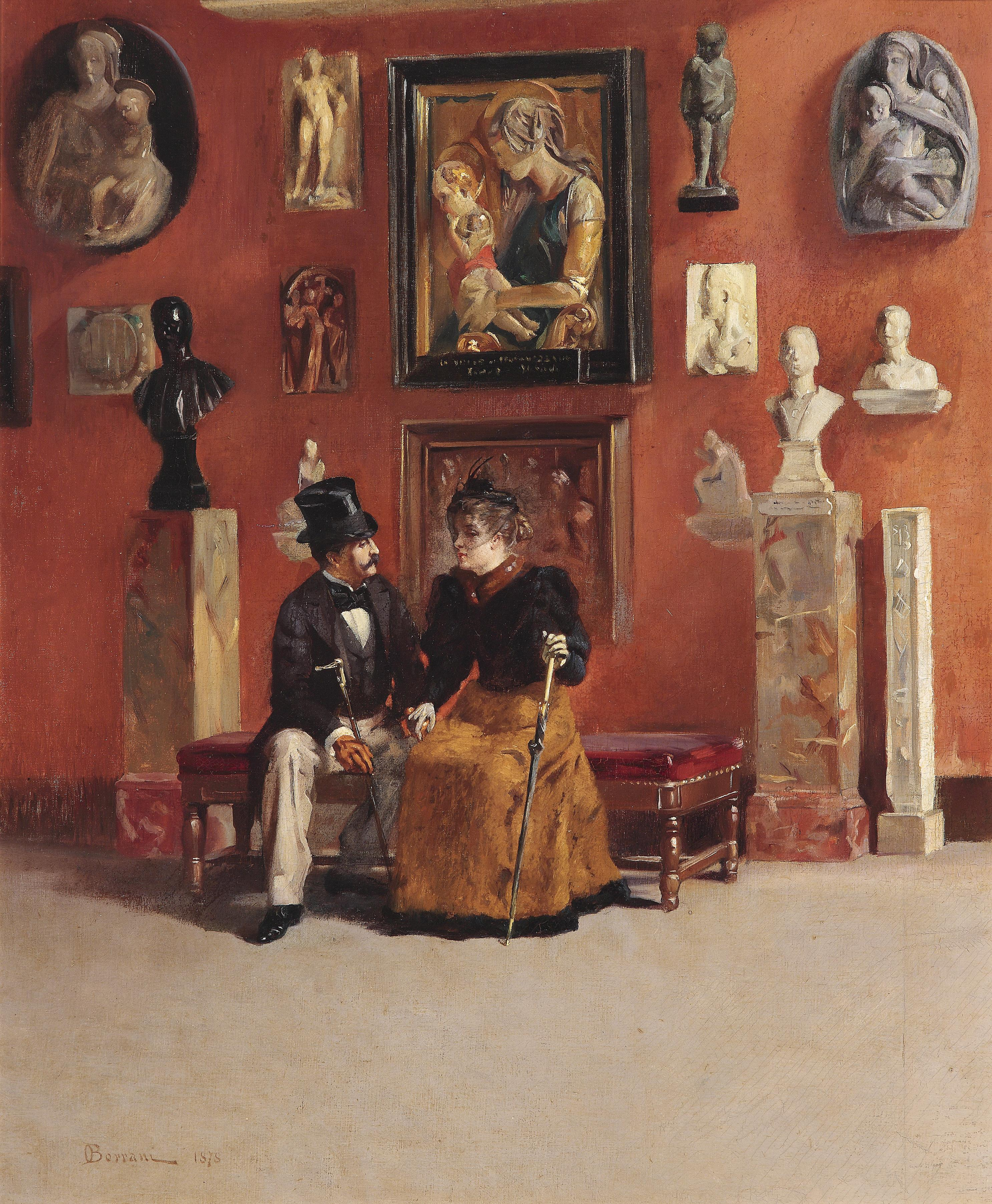
Rendezvous in den Uffizien

Odoardo Borrani (* 22. August 1833 in Pisa; † 14. September 1905 in Florenz) war ein italienischer Maler, der mit der Florentiner Realisten-Gruppe Macchiaioli verbunden war.

## Biografie
Die Familie Borrani zog 1840 aus Pisa nach Florenz, wo Odoardo ab 1853 an der Akademie der bildenden Künste unter Gaetano Bianchi, Giuseppe Bezzuoli und Enrico Pollastrini studierte. Seine ersten Bilder gehörten zur akademischen Historienmalerei. Für eines dieser Werke wurde Borrani mit einer Goldmedaille ausgezeichnet. Gemeinsam mit Telemaco Signorini zog er 1859 freiwillig in den Zweiten Unabhängigkeitskrieg für die Unabhängigkeit Italiens. Borrani widmete sich immer mehr der realistischen Genremalerei. Mit anderen Malern der realistischen Gesinnung traf er sich mit der Macchiaioli-Gruppe um den Caffè Michelangiolo. 
Im Jahre 1862 bildete er zusammen mit Giuseppe Abbati, Silvestro Lega, Raffaello Sernesi und Telemaco Signorini eine in der Gegend von Piagentina tätige Künstlergruppe, die bald als die „Schule von Piagentina“ bekannt wurde. Im gleichen Jahr verbrachte er zum ersten Mal den Sommer in Castiglioncello als Gast des Kritikers Diego Martelli. Im Jahre 1875 gründete Borrani mit Silvestro Lega eine Galerie junger Künstler, die nicht lange überdauerte. Borrani unterrichtete an der Florentiner Akademie. In späteren Jahren verdiente er seinen Lebensunterhalt mit der Keramikmalerei für die Porzellanmanufaktur in Doccia und Lieferung von Grafiken für L'Illustrazione Italiana.